# Гайлис, Карл Андреевич
Карл Андреевич Гайлис (латыш. Kārlis Gailis; 19 апреля [1 мая] 1888 года, волость Вецгулбене, Латвия — 4 января 1960, Москва, СССР) — латвийский советский революционер, государственный деятель.

## Биография
В 1906 вступил в ряды Социал-демократии латышского края (СДЛК). Вёл партийную деятельность в Петербурге, работал в издательстве «Прибой», в газете «Правда», в журнале «Вопросы страхования». Исполнял обязанности представителя ЦК СДЛК при фракции большевиков в Четвёртой Государственной думе. За свою деятельность подвергался репрессиям царского правительства. С 1916 член ЦК СДЛК.
После Февральской революции 1917 года член Вольмарского, затем Петроградского советов. Направлен делегатом на 1-й съезд Советов, на котором избран членом ВЦИК. Один из организаторов и членов ревкома 12-й армии. Делегат 6-го съезда РСДРП(б). Делегат 2-го съезда Советов (ноябрь 1917).
Участвовал в Октябрьском вооруженном восстании 1917 года в Петрограде. Оставил об этом воспоминания, из которых следует, что именно Гайлиса Ленин в 1917 году спрашивал: поддержат ли латышские стрелки петроградских рабочих? "В. И. Ленина в основном интересовали вопросы, что представляют собой латышские стрелки, на чем основан их большевизм и насколько он глубок…"  Гайлис заверил Ильича в исключительной революционности латышей и услышал в ответ: "Жаль, что таких полков мало".
После восстания работал в Петроградском Военно-революционном комитете и штабе Петроградского военного округа.
Являлся одним из организаторов и руководителей Советской власти в Латвии (занимал при Петре Стучке должности члена Исполкома Латвийского совета и члена ЦК КП(б) Латвии). В 1919 занимал пост народного комиссара труда Латвии.
В марте 1919 в качестве представителя Латвии принимал участие в Учредительном съезде Коминтерна.
В 1919 член коллегии Наркомата национальностей РСФСР. В дальнейшем работал членом Президиума Верховного суда РСФСР, членом Верховного суда СССР
В 1933—39 член транспортной коллегии Верховного суда СССР. В 1939—52 старший консультант Верховного суда РСФСР. С 1952 персональный пенсионер. Скончался в Москве в 1960 году.

## Награды
- Орден Ленина